# Назианзская епархия
Назианзская епархия — одна из древнейших исторических епархий Константинопольской православной церкви с центром в городе Назианзе на территории Каппадокии в Малой Азии в Турции.

## История
Епархия основана в IV веке. В 335 году в Назианзе епископом Григорием был построен большой кафедральный октогональный собор, по своей архитектуре родственный построенному позже в Константинополе собору Святой Софии.
В XI веке епископия была преобразована в митрополию, но с XIV века (по-видимому, после нашествия сельджуков и разорения города) в источниках более не упоминалась.
Во второй половине XIX века действовала как викарная епархия в составе Ираклийской митрополии.
В 1924 году, в связи с обменом греческим и турецким населением между Турцией и Грецией, кафедра прекратила своё существование и перешла в разряд титулярных.

## Епископы
- Григорий Назианзин (330—374)
- Григорий Богослов (374—379, 381—383)
- Евлалий (383 — ?)
- Герасим (6 августа 1852 — 17 июля 1873)
- Григорий (Каллидис)[болг.] (24 марта 1875 — 12 мая 1879)
- Панарет (Петридис) (20 февраля 1892 — 19 ноября 1896)
- Гервасий (Сараситис) (28 июля 1901 — 16 ноября 1902)
- Герман (Сакелларидис)[болг.] (17 июля 1903 — 23 мая 1906)
- Иоанн (Дзенетис) (5 сентября 1910 — 27 ноября 1924)
- Филофей (Ставридис) (29 марта 1931 — 5 октября 1943)
- Иезекииль (Цукалас) (17 сентября 1950 — 24 февраля 1959)
- Дионисий (Псиахас) (6 декабря 1959 — 8 января 1970)
- Павел (де Баллестер-Конвальер) (15 марта 1970 — 31 января 1984)
- Стефан (Хараламбидис) (25 июля 1987 — 13 марта 1999)
- Феодорит (Полизогопулос) (9 марта 2000 — 29 августа 2018)
- Афинагор (Зилиаскопулос) (с 5 июня 2021 года)